# پنجاه و ششمین دوره جوایز بفتا
پنجاه و ششمین دورهٔ جوایز بفتا در سال ۲۰۰۳ در لندن بریتانیا برگزار شد که پیانیست برنده بهترین فیلم سال شد . نیکول کیدمن برای بازی در فیلم  ساعت‌ها برای اولین بار برنده بفتا شد. مریل استریپ بعد از ۱۶ سال کاندیدای بهترین بازیگر زن بفتا برای فیلم  اقتباس و ساعت‌ها شد. جک نیکلسون نیز بعد ۱۳ سال دوباره کاندیدای بفتا شد.

## نامزدی‌ها و جوایز
| بهترین فیلم | بهترین کارگردانی |
| --- | --- |

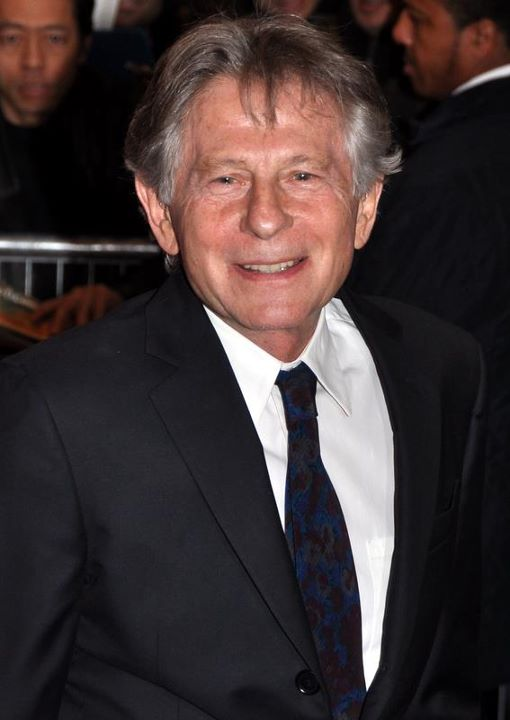
رومن پولانسکی، برنده بهترین کارگردانی

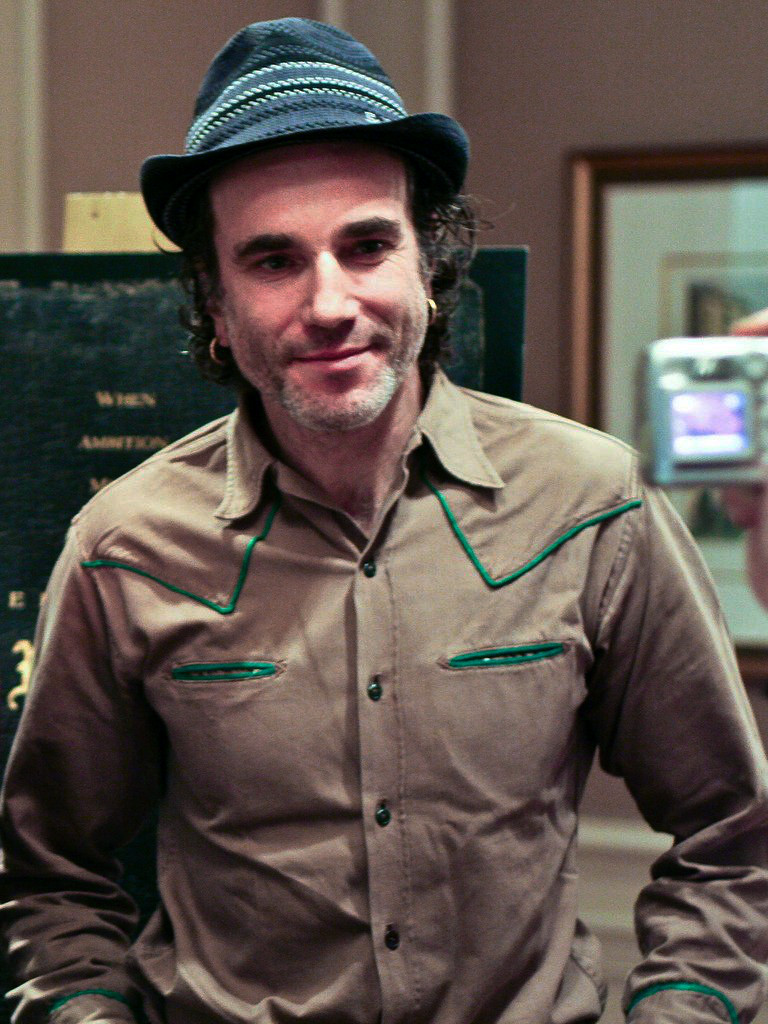
دانیل دی-لوئیس، برنده بهترین بازیگر نقش اول مرد

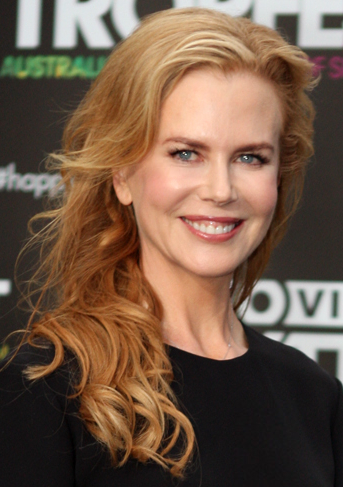
نیکول کیدمن، برنده بهترین بازیگر نقش اول زن

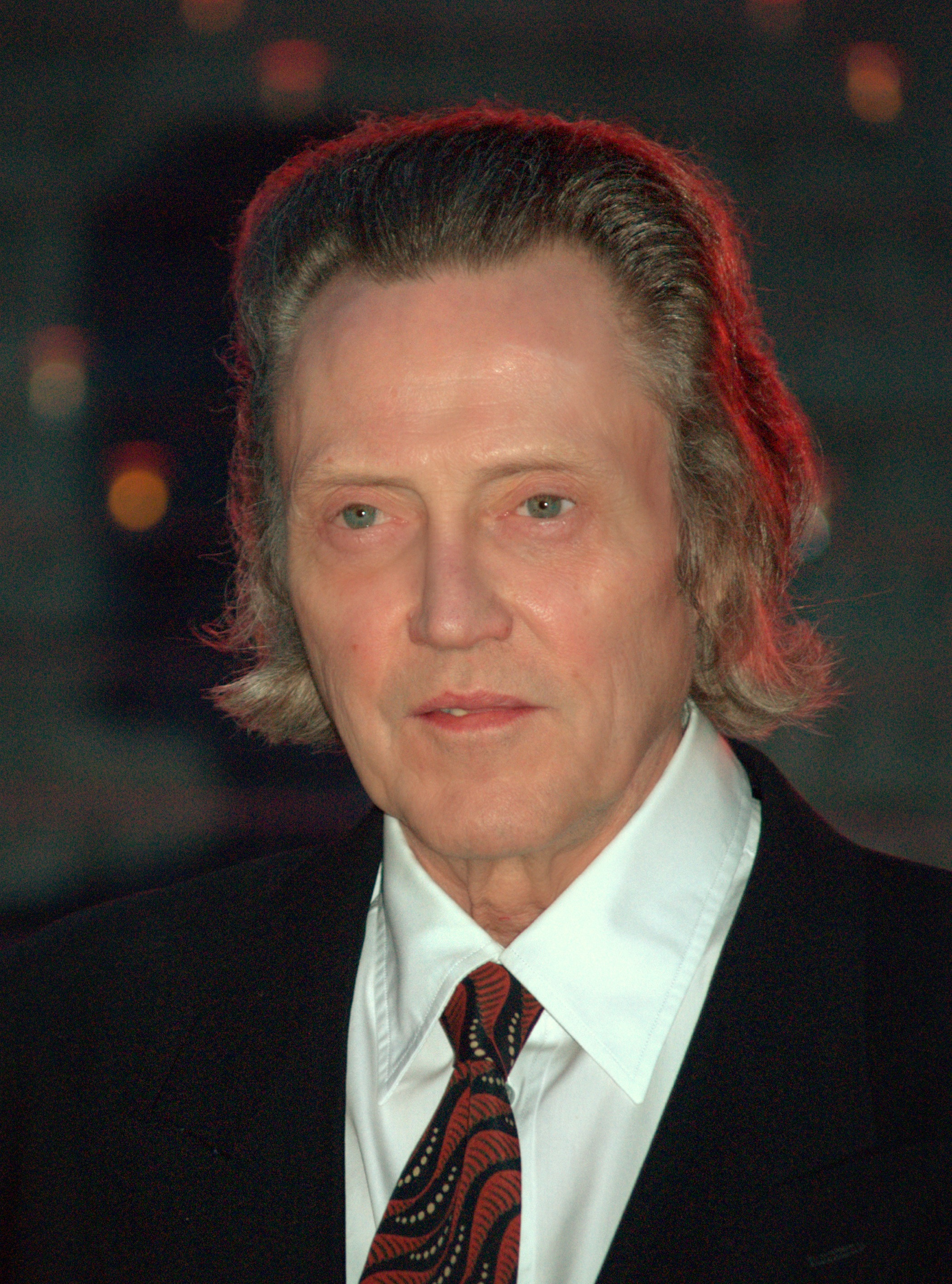
کریستوفر واکن، برنده بهترین بازیگر نقش مکمل مرد

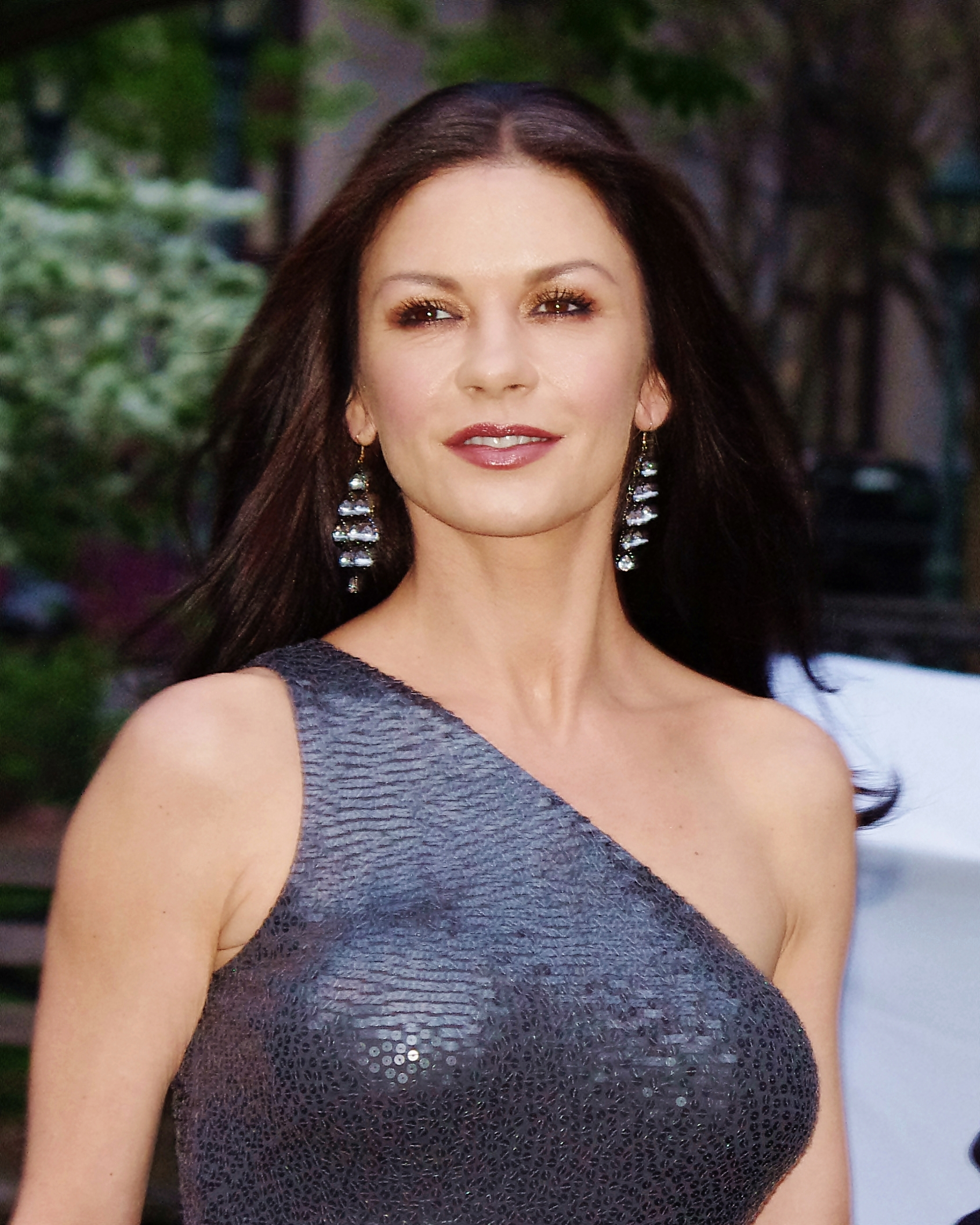
کاترین زتا جونز، برنده بهترین بازیگر نقش مکمل زن

| پیانیست - شیکاگو - دار و دسته‌های نیویورکی - ساعت‌ها - ارباب حلقه‌ها: دو برج | رومن پولانسکی برای کارگردانی پیانیست - استیون دالدری برای کارگردانی ساعت‌ها - پیتر جکسون برای کارگردانی ارباب حلقه‌ها: دو برج - راب مارشال برای کارگردانی شیکاگو - مارتین اسکورسیزی برای کارگردانی دار و دسته‌های نیویورکی |
| بهترین بازیگر نقش اول مرد | بهترین بازیگر نقش اول زن |
| دانیل دی-لوئیس برای فیلم دار و دسته‌های نیویورکی - آدرین برودی برای فیلم پیانیست - نیکلاس کیج برای فیلم اقتباس - مایکل کین برای فیلم آمریکایی آرام - جک نیکلسون برای فیلم درباره اشمیت                                                                             | نیکول کیدمن برای فیلم ساعت‌ها - هلی بری برای فیلم مهمانی هیولا - سلما هایک برای فیلم فریدا - مریل استریپ برای فیلم ساعت‌ها - رنه زلوگر برای فیلم شیکاگو                                                                   |
| بهترین بازیگر نقش مکمل مرد | بهترین بازیگر نقش مکمل زن |
| کریستوفر واکن برای فیلم اگه می‌تونی منو بگیر - کریس کوپر برای فیلم اقتباس - اد هریس برای فیلم ساعت‌ها - آلفرد مولینا برای فیلم فریدا - پل نیومن برای فیلم جاده‌ای به‌سوی تباهی                                                                                        | کاترین زتا جونز برای فیلم شیکاگو - تونی کولت برای فیلم درباره یک پسر - جولیان مور برای فیلم ساعت‌ها - کویین لطیفه برای فیلم شیکاگو - مریل استریپ برای فیلم اقتباس                                                        |
| فیلم‌نامه اوریجینال | فیلم‌نامه اقتباسی |
| با او حرف بزن فیلمنامه ای از پدرو آلمودوار - و مادرت را هم فیلمنامه ای از آلفونسو کوارون - چیزهای زیبای کثیف فیلمنامه ای از استیون نایت - دار و دسته‌های نیویورکی فیلمنامه ای از جی کاکس , کنت لونرگان , استیون زایلیان - خواهران مگدالن فیلمنامه ای از پیتر مولان | اقتباس فیلمنامه ای از چارلی کافمن - درباره یک پسر فیلمنامه ای از کریس وایتز و پال وایتز - اگه می‌تونی منو بگیر - ساعت‌ها - پیانیست فیلمنامه ای از رونالد هاروود                                                           |
| بهترین فیلمبرداری | طراحی لباس |
| جاده‌ای به‌سوی تباهی - شیکاگو - دار و دسته‌های نیویورکی - ارباب حلقه‌ها: دو برج - پیانیست | ارباب حلقه‌ها: دو برج - اگه می‌تونی منو بگیر - شیکاگو - فریدا - دار و دسته‌های نیویورکی |
| بهترین تدوین فیلم | بهترین گریم و آرایش مو |
| شهر خدا - شیکاگو - دار و دسته‌های نیویورکی - ساعت‌ها - ارباب حلقه‌ها: دو برج | فریدا - شیکاگو - دار و دسته‌های نیویورکی - ساعت‌ها - ارباب حلقه‌ها: دو برج |
| بهترین طراحی تولید | بهترین صدا |
| جاده‌ای به‌سوی تباهی - شیکاگو - دار و دسته‌های نیویورکی - هری پاتر و تالار اسرار - ارباب حلقه‌ها: دو برج | شیکاگو - دار و دسته‌های نیویورکی - هری پاتر و تالار اسرار - ارباب حلقه‌ها: دو برج - پیانیست |
| بهترین جلوه‌های ویژه تصویری | بهترین موسیقی |
| ارباب حلقه‌ها: دو برج - دار و دسته‌های نیویورکی - هری پاتر و تالار اسرار - گزارش اقلیت - مرد عنکبوتی | ساعت‌ها - فیلیپ گلس - اگه می‌تونی منو بگیر - جان ویلیامز - شیکاگو - دار و دسته‌های نیویورکی - هاوارد شور - پیانیست - وویچک کیلار                                                                                           |
| بهترین فیلم خارجی | بهترین فیلم بریتانیا |
| با او حرف بزن - و مادرت را هم - شهر خدا - دوداس - جنگجو | جنگجو - مثل بکام کات‌دار بزن - چیزهای زیبای کثیف - ساعت‌ها - خواهران مگدالن |

## بیشترین جوایز
- ۲ / ۲ با او حرف بزن
- ۲ / ۳ جاده‌ای به‌سوی تباهی
- ۲ / ۷ پیانیست
- ۲ / ۱۰ ارباب حلقه‌ها: دو برج
- ۲ / ۱۱ ساعت‌ها
- ۲ / ۱۲ شیکاگو
- ۱ / ۲ شهر خدا
- ۱ / ۲ جنگجو
- ۱ / ۴ اقتباس
- ۱ / ۴ اگه می‌تونی منو بگیر
- ۱ / ۴ فریدا
- ۱ / ۱۲ دار و دسته‌های نیویورکی

## فیلم‌هایی که در هیچ رشته برنده نشدند
- 0 / 2 About a Boy
- ۰ / ۲ چیزهای زیبای کثیف
- ۰ / ۲ خواهران مگدالن
- ۰ / ۲ و مادرت را هم
- ۰ / ۳ هری پاتر و تالار اسرار